# Les androïdes rêvent-ils de moutons électriques ?
Ne doit pas être confondu avec Le Robot qui rêvait.
Pour les articles homonymes, voir Blade Runner.
Les androïdes rêvent-ils de moutons électriques ? (titre original : Do Androids Dream of Electric Sheep?) est un roman de science-fiction écrit par Philip K. Dick en 1966[réf. souhaitée] et publié deux ans plus tard aux États-Unis. 
Œuvre majeure dans la bibliographie de son auteur, elle marque le début de sa reconnaissance par le public américain grâce à son adaptation cinématographique par Ridley Scott sortie en 1982, avec le film Blade Runner. Le roman est d'ailleurs réédité par la suite sous le titre Blade Runner.
Le livre est publié en français pour la première fois en 1976 par les éditions Champ libre, dans la collection « Chute libre ».

## Résumé
En 1992, la Terre, dévastée par une guerre nucléaire, n'est plus habitée que par les rares humains qui ont choisi de ne pas émigrer sur Mars, ou qui n'en avaient pas les moyens.
Dans ce monde dévasté, on tâche d'oublier le vide de son existence dans laquelle on cherche à tout prix un lien d'empathie. Aussi laisse-t-on allumé son poste de télévision en permanence, regardant l'émission de variété de l'ami Buster, présentateur toujours impeccable, toujours frais et jovial, ayant toujours quelque chose à dire, inépuisable et pourtant jamais ennuyeux apparemment. Par ailleurs, le mercerisme est une religion où l'individu cherche à ressentir la « Passion » d'un nouveau Christ, appelé Mercer, par le biais d'un appareil appelé boîte à empathie. Lorsqu'on y est connecté, on ressent violemment, jusqu'à en être physiquement affecté, le chemin de croix de Mercer, brutalisé et lapidé.
De plus, la plupart des espèces animales ont disparu dans le cataclysme si bien que leur simple possession est devenue, non seulement un signe de richesse, mais aussi un signe d'empathie, érigée en qualité absolue et une réelle source de bien-être pour des Terriens vivant isolés.
Rick Deckard est une de ces personnes qui continuent à vivre sur Terre. Chasseur d'androïdes à San Francisco, il rêve de remplacer son mouton électrique par un vrai. Aussi, lorsque son supérieur lui apprend que des androïdes Nexus 6 se sont illégalement enfuis de Mars vers la Terre, il espère aussitôt que la récompense offerte pour leur capture va lui permettre de réaliser son rêve.
À l'aide du test de Voigt-Kampff, fondé sur l'empathie, dont les androïdes sont censés être dépourvus, Rick Deckard entreprend alors de démasquer les androïdes fugitifs. Il se rend tout d'abord chez Rosen, le fabricant des androïdes Nexus 6, qui ne croit pas en l'efficacité du test de Voigt-Kampff. Afin de mettre celui-ci en défaut, il demande à Rick Deckard de réaliser le test sur sa nièce, Rachael Rosen.
En réalité cette dernière n'est autre qu'un modèle Nexus 6, mais Deckard découvre la supercherie grâce à son expérience. Pourtant, il ne retire aucune satisfaction personnelle de cet épisode et s'interroge en voyant la détresse de Rachael. Peu après, celle-ci s'offre à lui, car elle espère, de même que son oncle, que Rick ne pourra plus ainsi tuer d'androïde et qu'il ne s'opposera donc plus au développement de la firme.
Toutefois, Deckard poursuit sa traque et à la fin tue tous les Nexus 6 revenus illégalement sur Terre. Une fois débusqués, ceux-ci sont comme affolés et n'offrent guère de résistance : il s'agit plutôt d'une exécution que d'un combat acharné.
Parallèlement, on suit la vie de John R. Isidore, un « spécial », un humain trop atteint par les radiations pour avoir le droit de se reproduire ou d'émigrer sur Mars. Il vit dans un immeuble abandonné et se sent terriblement seul. Or, les trois derniers Nexus 6 viennent se réfugier dans son immeuble. Il les rencontre et on se rend compte alors de la froideur et du manque total de compassion de ces derniers.
Grâce à ses primes, Rick parvient à s'acheter un vrai animal (et non un robot), une chèvre noire, ce qui les comble, lui et son épouse, de bonheur. Toutefois, pour se venger de l'élimination des Nexus 6, et pour lui faire ressentir une grande peine, Rachael parvient à précipiter dans le vide la chèvre de Rick depuis le toit où elle était parquée.
En accomplissant sa mission, Rick Deckard n'aura de cesse de se demander ce qui différencie l'être humain de l'androïde et ce qui fait son humanité. Ce questionnement atteint son paroxysme lorsqu'il couche avec Rachael.

## Témoignage de l'auteur
Selon Philip K. Dick :

« Ce livre a été écrit alors que je connaissais une période de stabilité exceptionnelle. Nancy et moi avions une maison, un enfant et pas mal d'argent. Tout allait bien. À ce moment-là, j'opposais la chaleur de Nancy et la froideur des gens que j'avais connus auparavant. Je commençais à élaborer ma théorie de l'humain contre l'androïde, cet humanoïde bipède qui n'est pas d'essence humaine. Nancy m'avait révélé pour la première fois quel pouvait être le portrait d'un être humain vrai : tendre, aimant, vulnérable. Et je commençais donc à opposer cela à la façon dont j'avais grandi et été élevé. »